# Цабернский инцидент
Цабернский инцидент — обозначение внутриполитического кризиса в конце 1913 года в Германской империи, вызванного противоправными и провокационными действиями военных кругов Германии в отношении жителей эльзасского городка Цаберн (ныне — Саверн).

## Начало конфликта
Причиной Цабернского инцидента послужило оскорбление лейтенантом 99-го прусского Верхнерейнского пехотного полка, расквартированного в Цаберне, 19-летним бароном фон Форстнером, его жителей в присутствии молодых рекрутов из Эльзаса. 28 октября 1913 года лейтенант, во время учений, заявил своим солдатам: «Если на вас нападут (местные), применяйте оружие. Если же при этом кто-то из вас заколет одного из вакес, тот получит от меня 10 марок» (вакес — презрительное обозначение жителей Эльзаса). Это высказывание Форстнера 6 ноября попало в местные газеты «Эльзасец» и «Цабернские известия», вызвав большой общественный резонанс в земле Эльзас-Лотарингия. В течение нескольких последующих дней в Эльзасе проходили акции протеста, штатгальтер земли Эльзас-Лотарингия Карл фон Ведель обратился к генералу Бертольду фон Даймлингу и командиру 99-го полка Эрнсту фон Ройтеру с требованием перевести Форстнера из Эльзаса. Однако военное командование, не желая уступать гражданским властям, ограничилось лишь 6-дневным домашним арестом фон Форстнера. По окончании его лейтенант стал появляться в городе в сопровождении предоставленного ему эскорта-«охраны» из 4 вооружённых солдат — даже во время покупок шоколада или сигарет. Подобное поведение лишь дополнительно шокировало жителей Цаберна. Вслед за Форстнером следовали группы молодых людей, насмехавшихся над такими его «выходами из казармы». Однако далее насмешек неприязнь местных жителей не шла. Когда полковник фон Ройтер потребовал у городского руководства «наведения порядка», бургомистр Малер ему ответил, что вмешательство полиции в ситуацию неправомерно, так как отсутствует какое-либо нарушение закона манифестантами.
28 ноября у казарм вновь собралась толпа недовольных местных жителей. На требование военного командования разойтись они ответили отказом. Тогда, по указанию полковника фон Ройтера, солдатам было роздано оружие и они были брошены против безоружных протестующих. Оттеснив жителей Цаберна на одну из боковых улиц, солдаты схватили многих из них. Среди доставленных в казармы арестованных оказались случайно оказавшиеся в толпе председатель Земельного суда, два судьи и прокурор. 26 арестованных были брошены, без предъявления какого-либо обвинения, в подвал-каземат Цабернского замка. Кроме этого, солдаты обыскали и разгромили редакцию одной из местных газет, напечатавшей материалы о «деле Форстнера». С целью предотвратить возможные новые акции протеста местное военное руководство ввело в Цаберне осадное положение, выставило на улицах города военные патрули из солдат с примкнутыми штыками и установило для устрашения пулемёты.

## Политические последствия
Уже 28 ноября 1913 года городские власти Цаберна направили телеграммы императору Вильгельму II, рейхсканцлеру Теобальду фон Бетман-Гольвегу и военному министру Германии Эриху фон Фалькенхайну с просьбой защитить гражданское население Эльзаса от нападений и насилия со стороны военных. 30 ноября в Мюлузе состоялась трёхтысячная манифестация, организованная социалистами в поддержку цабернцев. 1 декабря, по указанию генерала Бертольда фон Даймлинга, в Цаберне была восстановлена власть гражданских структур. 2 декабря в Страсбурге было подписано коллективное письмо бургомистров городов Эльзаса к Вильгельму II с требованием прекратить произвол военщины в отношении жителей Эльзас-Лотарингии. 3 декабря 1913 года СПГ обратилась к гражданам страны, призвав их выступить против милитаризации Германии и в защиту прав национальных меньшинств. 7 декабря массовые демонстрации, организованные социалистами, прошли в 17 городах, в том числе в Берлине, Кёльне, Лейпциге, Мюнхене, Дюссельдорфе, Бреслау, Хемнице, Дуйсбурге, Золингене и др. В ответ на это военное министерство арестовало нескольких рекрутов из Цаберна, свидетельствовавших на суде против Форстнера, и осудило их на полтора месяца тюремного заключения. Были также выдвинуты ряд обвинений против гражданских лиц в «оскорблении немецких офицеров».
2 декабря 1913 года события в Цаберне «благодаря» злополучному лейтенанту фон Форстнеру имели неприятное продолжение. Проводя учение солдат, он тяжело ранил саблей в голову находившегося поблизости и смеявшегося полупарализованного сапожника, в чём офицер усмотрел оскорбление для себя. Военным судом Форстнер был приговорён к 43 дням ареста, однако суд высшей инстанции этот приговор отменил и освободил барона от ответственности, под тем предлогом, что Форстнер якобы «защищал себя». В дальнейшем барон фон Форстнер был переведён в 3-й Померанский пехотный полк, расквартированный в городе Бромберг. В составе этого полка он и погиб в бою под Кобрином в ходе Первой мировой войны. Проходивший с 5 до 10 января 1914 года военный трибунал в Страсбурге признал полковника фон Ройтера и лейтенанта Шадта невиновными в нападениях на мирных жителей 26 ноября 1913 года. Хотя суд и формально извинился перед цабернцами за насилия, учинённые солдатами, однако вину за эти «превышения власти» он возложил на само гражданское население.

## Реакция рейхстага
События в Цаберне нашли широкий отклик также и в стенах германского рейхстага. Три политические партии, представленные в нём, — Социалистическая, Прогрессивная народная и партия Центра, потребовали у рейхсканцлера Бетман-Гольвега отчёта перед парламентариями. 3 декабря состоялись слушания, на которых выступили рейхсканцлер и военный министр. Оба они защищали действия военных властей и обрушились с критикой на прессу, якобы «раздувшую скандал» с целью повредить имиджу армии. В результате всего этого депутаты рейхстага 4 декабря практически единодушно (293 голоса «за», 54 — «против» при 4 воздержавшихся) выступили за вотум недоверия правительству империи. Это был первый случай в истории Германии, когда парламент этой страны использовал предоставленное ему в 1912 году такое право. Впрочем, рейхсканцлер Бетман-Гольвег не подал в отставку, так как посчитал, что обязан подчиняться исключительно указаниям императора. Вильгельм II же всецело поддерживал в цабернских событиях сторону милитаристов. Кроме этого, Вильгельм II видел неприкрытую угрозу своему авторитарному правлению в укреплении парламентаризма и многопартийности. В целом же события в Цаберне в значительной степени ухудшили межнациональную обстановку в Германии накануне Первой мировой войны в целом, и отношение населения Эльзас-Лотарингии к Германской империи — в частности. Так, 14 января 1914 года ландтаг Эльзас-Лотарингии выступил в защиту населения Цаберна и с осуждением оправдательного приговора виновным в насилиях военным. 26 февраля того же года депутатами ландтага от различных партий в Страсбурге была образована «Лига защиты Эльзаса-Лотарингии».
14 января 1914 года в рейхстаге был вынесен на рассмотрение проект закона, который должен был регулировать использование вооружённых сил Германской империи в отношении её мирного населения. После 10-дневных дебатов он был принят подавляющим большинством голосов. 19 марта 1914 года Вильгельм II подписал этот закон, озаглавленный «Предписание об использовании военными оружия и их поведении при внутренних беспорядках», запрещавший прусской армии использовать свои силы в подобных ситуациях без предварительного согласия гражданских властей. Этот закон имел силу вплоть до января 1936 года, когда был заменён на другой национал-социалистскими властями.

## Художественные произведения
События Цабернского инцидента были освещены в романе классика немецкой литературы Генриха Манна «Верноподданный» (1918). Поэт и сатирик Курт Тухольский посвятил этой теме своё стихотворение «Цабернский герой» (Der Held von Zabern).